# Julie Walters
Julia Mary Walters (Edgbaston, Inglaterra; 22 de febrero de 1950), conocida profesionalmente como Dame Julie Walters, es una actriz y novelista británica. Debutó en las tablas en 1976 como la protagonista en la comedia de Shakespeare, The Taming of the Shrew. Dos veces nominada al Premio Óscar, ganadora de un Premio Globo de Oro y seis veces ganadora del Premio BAFTA; es una de las pocas actrices en obstentar ese record, tan solo superada por las actrices Judi Dench y Maggie Smith. Además, ganó un premio Laurence Olivier a la mejor actriz por la reposición de All My Sons en 2001.
Walters saltó a la fama interpretando el papel principal en Educando a Rita (1983), asumiendo el mismo papel de Rita originario de la producción de la obra del teatro del West End en la que se basó la película. Ha aparecido en muchas otras películas, incluidas  Prick Up Your Ears (1987), Buster (1988), Stepping Out (1991), Sister My Sister (1994), Titanic Town (1998), Billy Elliot (2000), Calendar Girls (2003), Becoming Jane (2007),  Film Stars Don't Die in Liverpool (2017) o Mary Poppins Returns (2018). 
Aunque es mundialmente reconocida por sus papeles en la saga de películas de Harry Potter (2001-2011) como Molly Weasley,  en las películas de Mamma Mia! (2008) y su secuela Mamma Mia! Here We Go Again (2018) como Rosie Mulligan y en la saga de películas Paddington (2014-2024) como Mrs. Bird. 
Walters recibió el título de «Oficial» de la Orden del Imperio Británico en 1999, elevada al título de el «Comandante» en 2008, y elevada, de nuevo, al título de «Dama» de la Orden del Imperio Británico en 2017, por sus servicios a la actuación. En 2014, recibió el premio honorífico del BAFTA Fellowship.

## Primeros años
Julie Mary Walters nació en el hospital de Edgbaston, Birmingham el 22 de febrero de 1950. Es hija de Mary Bridget, una cartera descendiente de católicos irlandeses y de Thomas Walters, que fue un constructor y decorador. Walters asistió a Holly Lodge Grammar School para chicas de Smethwick en Holly Lane, de la que la expulsaron por su mal comportamiento.
Se preparó para ser enfermera en el Hospital Queen Elizabeth; Birmingham, después de haber trabajado un año. Su primer novio se marchó a Mánchester para estudiar Sociología y, poco después, Julie decidió renunciar a su carrera como enfermera para convertirse en actriz y vivir con él en Mánchester, donde estudió en el "English and Drama at Manchester Polytechnic" (ahora llamado "Manchester Metropolitan University") con buenos resultados. Allí tuvo de compañero al actor Pete Postlethwaite. En una entrevista con Alison Oddey, Walters dijo acerca de su escolaridad temprana: "Yo nunca iba a ser universitaria, por lo que mi madre me sugirió que tratase la enseñanza o enfermería [...] me pidieron que abandonase la escuela, y yo pensé que era lo mejor."

## Carrera

### 1978-1999: Inicios yEducating Rita
Walters primero alcanzó la fama como compañera ocasional de la comediante Victoria Wood, que conoció en Mánchester. Primero trabajaron en el espectáculo de revista In At The Death (1978), seguida de la adaptación televisiva de Wood interpretando a Talent. Después pasaron a aparecer en su propia serie de televisión para el canal Granada Televisión, Wood and Walters, en 1982. Durante los últimos años han vuelto a trabajar juntas en varias ocasiones.

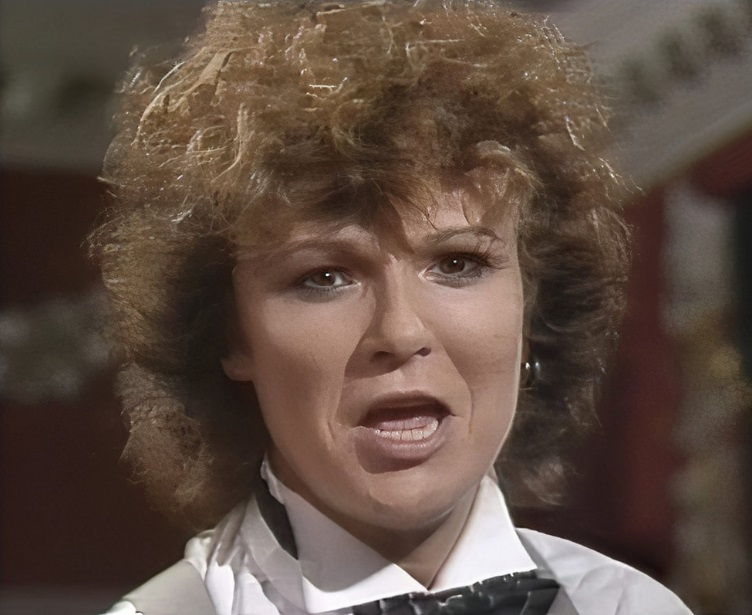
Actuando de monologuista en The Green Tie on the Little Yellow Dog

Después de haber debutado en los escenarios londinenses con Educando a Rita, Walters trabajó en el circuito del teatro regional (incluyendo el Everyman Theatre de Liverpool), la comedia de situación y el cabaret. Su primer papel de televisión serio fue en el clásico Boys from the Blackstuff en 1982, y posteriormente entró en el cine por la puerta grande con una nominación al Óscar, un BAFTA a la Mejor Actriz y un Globo de Oro por su interpretación en la adaptación cinematográfica del éxito del West End Educando a Rita (1983), donde compartía protagonismo con Michael Caine.
Walters interpretó a varios personajes en diferentes episodios del especial dd televisión, The Green Tie on the Little Yellow Dog, que se grabó en 1982, y retransmitido por Channel 4 en 1983. En 1985, interpretó a la madre de Adrian Mole, Pauline, en la miniserie, The Secret Diary of Adrian Mole. Walters protagonizó en 1987 la película de comedia dramática, Personal Services en el papel de Cynthia Payne. Después coprotagonizó junto a Phil Collins, la película de comedia, Buster (1988). En 1991 protagonizó frente a Liza Minnelli Stepping Out, que incluía contribuciones por escrito de Victoria Wood y Alan Bennett.
En 1998, interpretó a la hada Godmother en el especial de ITV, Jack and the Beanstalk. Desde 1998 a 2000, interpretó a Petula Gordeno en la sitcom de la BBC, dinnerladies.

### 2000-2013:Harry Potter,Mamma Miay reconocimiento

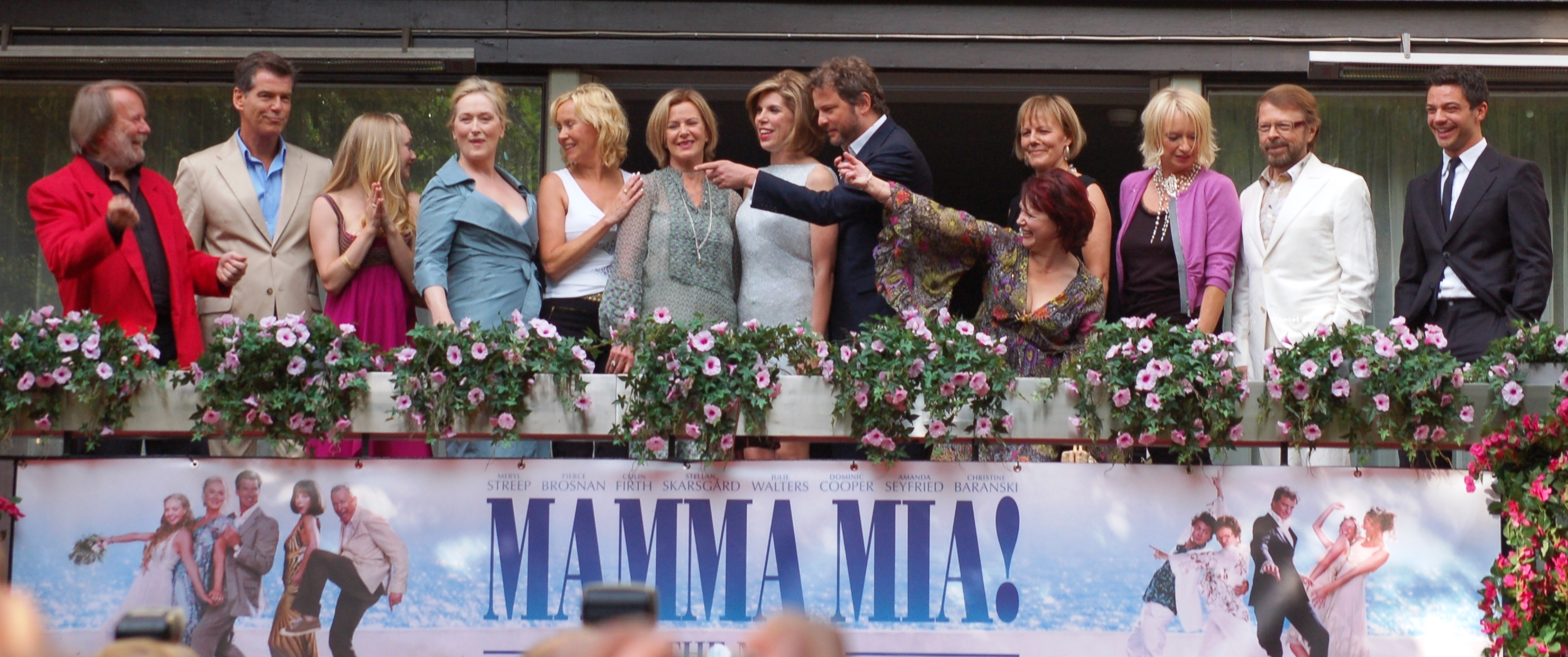
Walters junto con el elenco de Mamma Mia! y el grupo ABBA en 2008.

Walters ha ganado numerosos premios, y ha sido nombrada Oficial de la Orden del Imperio Británico (OBE) en 1999 y Comandante del Orden del Imperio Británico (CBE) en los nuevos honores de 2008 por sus servicios al drama. En 2001, ganó un Premio Laurence Olivier por su rendimiento en All My Sons, de Arthur Miller. Julie recibió su segunda nominación al Oscar y ganó un BAFTA por su papel de profesora de ballet en Billy Elliot (2000). Solía interpretar a señoras ancianas, y, en 2002, ganó el Premio BAFTA a la mejor actriz de televisión por su interpretación de la madre de Paul Reiser en My Beautiful Son (2001), conocida en español como Extraña relación o Parientes cercanos.
Además interpretó a Molly Weasley en Harry Potter y la piedra filosofal (2001), Harry Potter y la cámara secreta (2002), Harry Potter y el prisionero de Azkaban (2004), Harry Potter y la Orden del Fénix (2007), Harry Potter y el misterio del príncipe (2009) y Harry Potter y las Reliquias de la Muerte: parte 1 (2010), y Harry Potter y las Reliquias de la Muerte: parte 2. Esta se convirtió en un auténtico boom en taquilla, siendo ahora, la décima película más taquillera de la historia del cine y recibiendo muy buenas críticas.
En 2006, Walters llegó cuarta en la encuesta de ITV de una población mayor de 50 estrellas. También en 2006, interpretó el papel principal en la producción ITV Driving Lessons junto con Rupert Grint (quien interpreta a su hijo en las películas de Harry Potter). Después obtuvo un papel protagonista en la adaptación de la BBC de The Ruby in the Smoke, de Philip Pullman. En el verano de 2006 publicó su primera novela, Maggie's Tree. Walters protagonizó el anuncio publicitario de ASDA en las navidades de 2007. El verano de 2008 apareció en la comedia Mamma Mia, su segundo gran papel musical después de Acorn Antiques.
También interpretó a Mary Whitehouse en la producción de la BBC The Mary Whitehouse Story (2008), inspirada en la vida real de la conocida activista británica. En el mismo año, publicó su autobiografía, titulada Esa es otra historia (That's Another Story).
En 2009, recibió una estrella en el Paseo de las Estrellas de Birmingham en la Milla de Oro de Birmingham, Broad Street. Ella dijo: "Me siento muy honrada y feliz de que la gente de Birmingham y West Midlands quieran incluirme en su Paseo de las Estrellas y espero recibir mi estrella. Birmingham y West Midlands es de donde soy; estos son mis raíces y en esencia han jugado un papel importante en hacer de mí la persona que soy hoy".
En julio de 2012, Walters apareció en la producción de BBC Two The Hollow Crown como Mistress Quickly en Henry IV, Partes I y II de Shakespeare.  En el verano de 2012, prestó su voz a la Bruja en Brave, película de animación de Pixar. Walters apareció en El último de los Haussman  en el Royal National Theatre en junio de 2012. La producción fue transmitida a cines de todo el mundo a través del programa National Theatre Live.

### 2014-actualidad: Películas independientes yPaddington

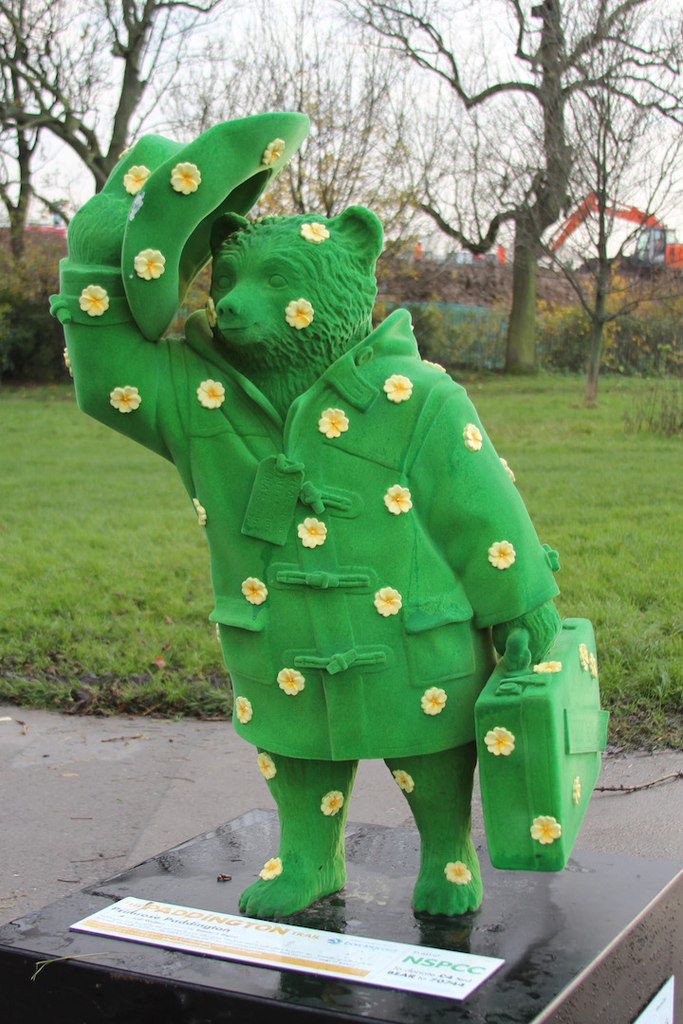
Paddington Bear desiñado por Walters en Primrose Hill, Londres.

En 2014, Walters interpretó a la Sra. Bird, el ama de llaves de los Brown, en la aclamada por la crítica Paddington (2014). Walters repitió su papel para sus secuelas, Paddington 2 (2017) y Paddington en Perú (2024), que recibieron elogios universales. Tras el lanzamiento de Paddington en 2014, Walters diseñó una estatua del oso Paddington con el tema "Primrose", que estaba ubicada en Primrose Hill (una de las 50 ubicadas en Londres), y las estatuas se subastaron para recaudar fondos para la Sociedad Nacional para la Prevención de la Crueldad contra los Niños (NSPCC).
Walters interpretó el papel de Cynthia Coffin en la serie dramática británica de diez capítulos Indian Summers transmitida por Channel 4 en 2015. En el mismo año, apareció en la película de drama romántico Brooklyn. Su actuación en la película le valió una nominación al premio BAFTA a la mejor actriz de reparto. Ambientada en Londres durante la depresión, Walters interpretó a Ellen, la ama de llaves de Michael y Jane, en Mary Poppins Returns (2018).
En 2020, Walters protagonizó con Colin Firth, El jardín secreto. En el mismo año, Walters apareció como narradora del documental de ITV, For the Love of Britain.
El 25 de diciembre de 2021, se emitió Channel 4, The Abominable Snow Baby, en el que Walters apareció como Granny, dando su voz para el cortometraje de televisión animado. En marzo de 2023, Walters anunció que había rechazado una nueva serie de televisión de Channel 4, Truelove, debido a problemas de salud. Lindsay Duncan la reemplazó en el programa.

## Vida personal

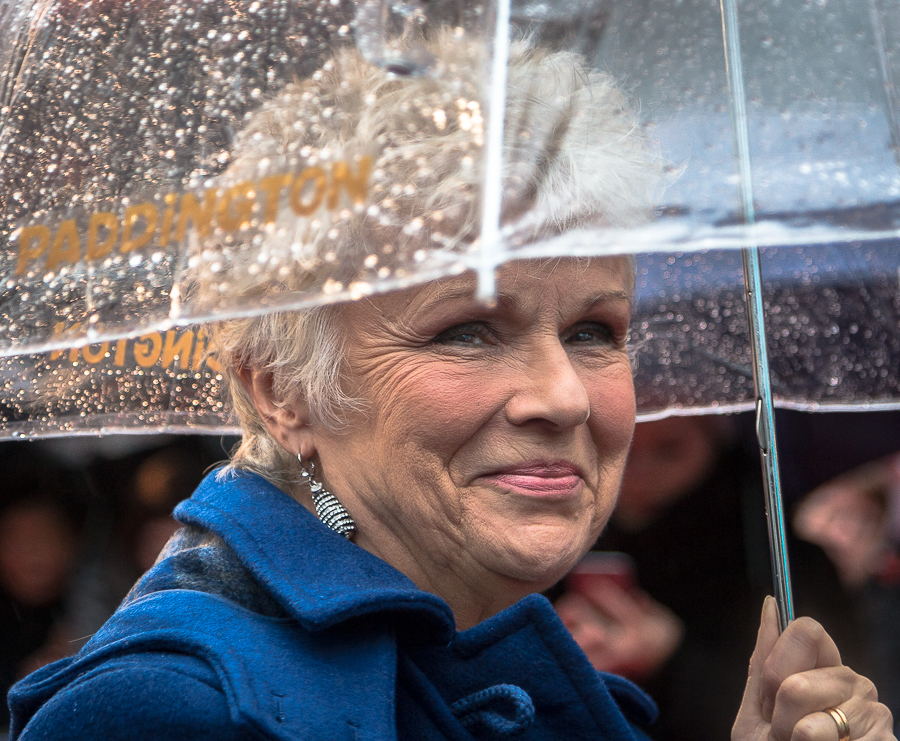
Julie Walters en la premier de Paddington en 2014.

Walters conoció a su marido, Grant Roffey en 1985 y tuvieron un romance turbulento. La pareja tiene una hija, Maisie Mae Roffey (nacida en 1988, Ciudad de Westminster, Londres), contrajeron matrimonio en 1997, cuando visitaban Nueva York. La pareja vive en una granja orgánica, en Sussex del Oeste.
En 2018, Walters fue diagnosticada con cáncer intestinal. Mediante una cirugía y quimioterapia, entró en remisión. Esto significó que muchas de sus escenas tuvieron que ser recortadas en la película The Secret Garden y también se perdió la premier de Mamma Mia! Here We Go Again.

### Víctima de un abuso sexual
El 4 de agosto de 2008 se reveló que cuando era joven, Julie y otras tres chicas fueron secuestradas por un desconocido que abusó sexualmente de ellas. «Intentó meternos en una casa en ruinas, y me tocó [dijo ella]. Fue un signo de asalto sexual.» Julie habla detalladamente de lo ocurrido en su autobiografía That's Another Story.

## Filmografía

### Cine
| Año  | Título                                             | Rol                 | Notas        |
| ---- | -------------------------------------------------- | ------------------- | ------------ |
| 1983 | Educando a Rita                                    | Rita                |              |
| 1987 | Ábrete de orejas                                   | Elsie Orton         |              |
| 1987 | Personal Services                                  | Christine Painter   |              |
| 1988 | Buster                                             | June Edwards        |              |
| 1992 | Just Like a Woman                                  | Mónica              |              |
| 1994 | Sister My Sister                                   | Madame Danzard      |              |
| 1996 | Intimate Relations                                 | Marjorie Beasley    |              |
| 1998 | Girl's Night                                       | Jackie Simpson      |              |
| 1998 | Titanic Town                                       | Bernie McPhelimy    |              |
| 2000 | Billy Elliot                                       | Sra. Wilkinson      |              |
| 2001 | Parientes cercanos                                 | Sheila Fitzpatrick  |              |
| 2001 | Harry Potter y la piedra filosofal                 | Molly Weasley       |              |
| 2001 | La súplica del amante                              | Princesa Zasyekin   |              |
| 2002 | Harry Potter y la cámara secreta                   | Molly Weasley       |              |
| 2003 | Calendar Girls                                     | Annie Clarke        |              |
| 2004 | Harry Potter y el prisionero de Azkaban            | Molly Weasley       |              |
| 2004 | Mickybo and Me                                     | Madre de Mickybo    |              |
| 2005 | Wah-Wah                                            | Gwen Traherne       |              |
| 2006 | Driving Lessons                                    | Evie Walton         |              |
| 2007 | La joven Jane Austen                               | Sra. Austen         |              |
| 2007 | Harry Potter y la Orden del Fénix                  | Molly Weasley       |              |
| 2008 | Mamma Mia!                                         | Rosie Mulligan      |              |
| 2009 | Harry Potter y el misterio del príncipe            | Molly Weasley       |              |
| 2010 | Harry Potter y las Reliquias de la Muerte: parte 1 | Molly Weasley       |              |
| 2011 | Harry Potter y las Reliquias de la Muerte: parte 2 | Molly Weasley       |              |
| 2011 | Gnomeo and Juliet                                  | Señora Montague     | Papel de voz |
| 2012 | Brave                                              | Bruja               | Papel de voz |
| 2013 | One Chance                                         | Yvonne Potts        |              |
| 2013 | Justin and the Knights of Valour                   | Gran                | Papel de voz |
| 2013 | Effie Gray                                         | Margaret Cox Ruskin |              |
| 2013 | The Harry Hill Movie                               | Harry's Nan         |              |
| 2014 | Paddington                                         | Mrs. Bird           |              |
| 2015 | Brooklyn                                           | Mrs. Kehoe          |              |
| 2017 | Paddington 2                                       | Mrs. Bird           |              |
| 2017 | Film Stars Don't Die in Liverpool                  | Bella Turner        |              |
| 2018 | El regreso de Mary Poppins                         | Ellen               |              |
| 2018 | Mamma Mia! Here We Go Again                        | Rosie Mulligan      |              |
| 2019 | The Queen's Corgi                                  | La Reina            |              |
| 2020 | The Secret Garden                                  | Mrs. Medlock        |              |
| 2021 | The Abominable Snow Baby (Cortometraje)            | Granny              |              |
| 2024 | Paddington en Perú                                 | Mrs. Bird           |              |

### Televisión
| Año        | Trabajo                                    | Papel                    | Notas                          |
| ---------- | ------------------------------------------ | ------------------------ | ------------------------------ |
| 1975       | Second City Firsts                         | Terry                    | Episodio: "Club Havana"        |
| 1978, 1982 | Play for Today                             | Debbie/Valerie           | 2 episodios                    |
| 1979       | Empire Road                                | Jean Watson              | 2 episodios                    |
| 1979       | Talent                                     | Julie Stephens           | Telefilme                      |
| 1979–1981  | Screenplay                                 | Frances/Julie            | 3 episodios                    |
| 1980       | Nearly a Happy Ending                      | Julie Stephens           | Telefilme                      |
| 1981       | Wood and Walters                           | varios personajes        | Telefilme                      |
| 1981       | Happy Since I Met You                      | Frances                  | Telefilme                      |
| 1981       | BBC2 Playhouse                             | Mrs Morgan               | Episodio: "Days at the Beach"  |
| 1982       | Boys from the Blackstuff                   | Angie Todd               | 2 episodios                    |
| 1982       | Say Something Happened                     | June Potter              | Telefilme                      |
| 1984       | Love and Marriage                          | Bonnie                   | Episodio: "Family Man"         |
| 1985       | The Secret Diary of Adrian Mole            | Pauline Mole             | 5 episodios                    |
| 1985, 93   | Screen Two                                 | Mavis/Monica             | 2 episodios                    |
| 1986–1987  | Acorn Antiques                             | Mrs. Overall             | 6 episodes                     |
| 1987       | Theatre Night                              | Lulu                     | Episodio: "The Birthday Party" |
| 1988       | Talking Heads                              | Lesley                   | Episodio: "Her Big Chance"     |
| 1991       | G.B.H.                                     | Mrs Murray               | 7 episodios                    |
| 1994       | Bambino Mio                                | Alice                    | Telefilme                      |
| 1994       | Pat and Margaret                           | Pat Bedford              | Telefilme                      |
| 1994       | Requiem Apache                             | Mrs Capstan              | Telefilme                      |
| 1995       | Jake's Progress                            | Julie Diadoni            | 6 episodes                     |
| 1996       | Roald Dahl                                 | Little Red Riding Hood   | Telefilme, BBC                 |
| 1996       | Brazen Hussies                             | Maureen Hardcastle       | Telefilme                      |
| 1998       | Jack and the Beanstalk                     | Fairy Godmother          | Telefilme                      |
| 1998       | Talking Heads 2                            | Marjory                  | Episodio: "The Outside Dog"    |
| 1997       | Melissa                                    | Paula Hepburn            | 5 episodes                     |
| 1998–2000  | dinnerladies                               | Petula                   | 9 episodes                     |
| 1999       | Oliver Twist                               | Mrs Mann                 | 4 episodes                     |
| 2001       | Strange Relations                          | Sheila Fitzpatrick       | Television movie               |
| 2002       | Murder                                     | Angela Maurer            | 4 episodios                    |
| 2003       | The Return                                 | Lizzie Hunt              | Telefilme                      |
| 2003       | The Canterbury Tales: The Wife of Bath     | Beth                     | Episodio: "The Wife of Bath"   |
| 2005       | Ahead of the Class                         | Marie Stubbs             | Telefilme                      |
| 2006       | The Ruby in the Smoke                      | Mrs Holland              | Telefilme                      |
| 2008       | Filth: The Mary Whitehouse Story           | Mary Whitehouse          | Telefilme                      |
| 2009       | A Short Stay in Switzerland                | Dr Anne Turner           | Telefilme                      |
| 2009       | Victoria Wood's Mid Life Christmas         | Bo Beaumont/Mrs. Overall | Telefilme                      |
| 2010       | Mo                                         | Mo Mowlam                | Telefilme                      |
| 2011       | The Jury                                   | Emma Watts               | 5 episodios                    |
| 2012       | The Hollow Crown                           | Mistress Quickly         | 3 episodios                    |
| 2015–2016  | Indian Summers                             | Cynthia Coffin           | 20 episodios                   |
| 2016       | National Treasure                          | Marie Finchley           | 4 episodios                    |
| 2021       | Terry Pratchett's The Abominable Snow Baby | Granny (voz)             | Corto para televisión          |
| 2022       | The Queen: 70 Glorious Years               | Narradora                | Documental de BBC              |

### Teatro
| Año     | Título                                       | Rol               | Notas                                    |
| ------- | -------------------------------------------- | ----------------- | ---------------------------------------- |
| 1976    | The Taming of the Shrew                      | Performer         | Royal Exchange                           |
| 1976    | Funny Peculiar                               | Irene Tinsley     | Mermaid Theatre Garrick Theatre, Londres |
| 1977    | Breezeblock Park                             | Vera              | Mermaid Theatre Whitehall Theatre        |
| 1979    | Flaming Bodies                               | Irene Goodnight   | Institute of Contemporary Arts, Londres  |
| 1980    | Educating Rita                               | Rita              | Royal Shakespeare Company, Londres       |
| 1981    | Having a Ball                                | Lyric Hammersmith | Lyric Hammersmith Theatre, Londres       |
| 1984    | Jumpers                                      | Dotty             | Royal Exchange Manchester                |
| 1984–85 | Fool for Love                                | May               | Royal National Theatre, Londres          |
| 1985    | Macbeth                                      | Lady Macbeth      | Leicester Haymarket Theatre              |
| 1986    | When I Was a Girl I Used to Scream and Shout | Performer         | Whitehall Theatre                        |
| 1989    | Frankie and Johnny in the Claire de Lune     | Frankie           | Comedy Theatre                           |
| 1991    | The Rose Tattoo                              | Serafina          | Playhouse Theatre, Londres               |
| 2000    | All My Sons                                  | Katie Keller      | Royal National Theatre, Londres          |
| 2005    | Acorn Antiques: The Musical                  | Mrs. Overall      | Theatre Royal Haymarket                  |
| 2012    | The Last of the Haussmans                    | Judy Haussman     | Royal National Theatre, Londres          |

## Premios y nominaciones

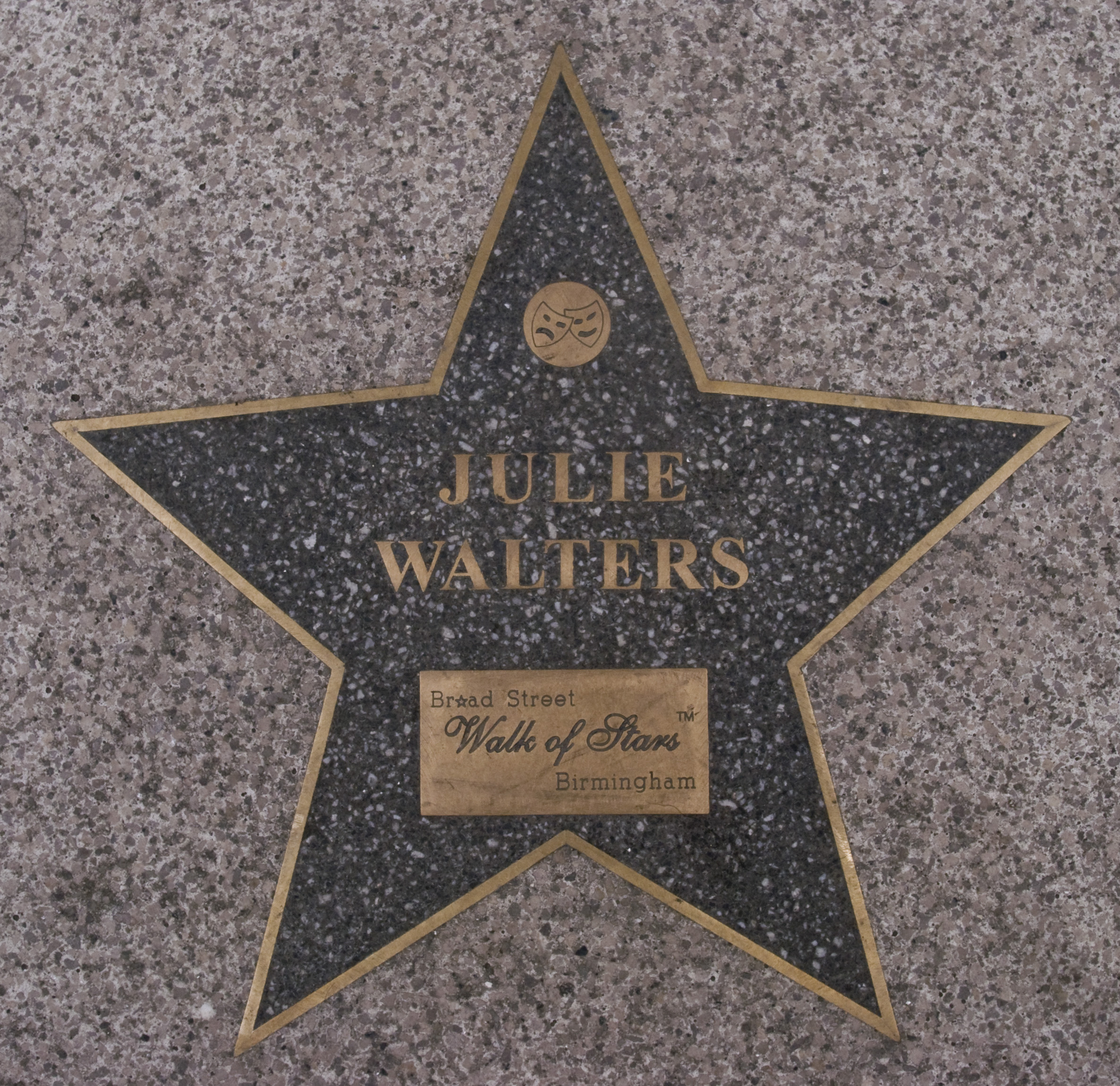
Estrella de Walters en el Paseo de las Estrellas de Birmingham

Premios Óscar
| Año  | Categoría               | Película       | Resultado |
| ---- | ----------------------- | -------------- | --------- |
| 1984 | Mejor actriz            | Educating Rita | Nominada  |
| 2001 | Mejor actriz de reparto | Billy Elliot   | Nominada  |

Premios Globo de Oro
| Año  | Categoría                        | Película       | Resultado |
| ---- | -------------------------------- | -------------- | --------- |
| 1984 | Mejor actriz - Comedia o musical | Educating Rita | Ganadora  |
| 2001 | Mejor actriz de reparto          | Billy Elliot   | Nominada  |

Premios BAFTA
| Año  | Categoría               | Película          | Resultado |
| ---- | ----------------------- | ----------------- | --------- |
| 1984 | Mejor actriz            | Educating Rita    | Ganadora  |
| 1984 | Mejor actriz revelación | Educating Rita    | Nominada  |
| 1988 | Mejor actriz            | Personal Services | Nominada  |
| 1992 | Mejor actriz de reparto | Stepping Out      | Nominada  |
| 2001 | Mejor actriz de reparto | Billy Elliot      | Ganadora  |
| 2015 | Mejor actriz de reparto | Brooklyn          | Nominada  |

Premios del Sindicato de Actores
| Año  | Categoría               | Trabajo nominado | Resultado |
| ---- | ----------------------- | ---------------- | --------- |
| 2001 | Mejor reparto           | Billy Elliot     | Nominada  |
| 2001 | Mejor actriz de reparto | Billy Elliot     | Nominada  |